# Sahar Mohammadi
Sahar Mohammadi est une chanteuse de musique classique iranienne radif, souvent avec des paroles de Hafez. Elle est née à Téhéran en 1988 où elle a étudié le chant avec le Maître Keykhosrow Pourazeri , par Afsaneh Rasayi et Hamidreza Nourbakhsh puis le tar avec le maître Arshad Tahmasbi  et le setar avec Mohammad Reza Lotfi, Masoud Shoari  à l'université avant de se spécialiser dans le chant. Elle se produit en Iran et dans le monde.
Elle est connue comme "l'une des interprètes les plus talentueuses de la jeune génération de la chanson persane classique".
En 2016, elle a notamment chanté lors pour la cérémonie d'ouverture du 22e Festival mondial de musique sacrée à Fès, au Maroc.
Comme chanteuse promouvant notamment les artistes iraniennes femmes, elle subit des menaces et des campagnes de dénigrement dans son pays et à l'étranger,.